# Sphaerotherium voeltzkowianum
Sphaerotherium voeltzkowianum är en mångfotingart som beskrevs av Henri Saussure och Leo Zehntner 1901. Sphaerotherium voeltzkowianum ingår i släktet Sphaerotherium och familjen Sphaerotheriidae. Inga underarter finns listade i Catalogue of Life.